# BYO Split Series Volume V
BYO Split Series Volume V це спільний альбом виданий у 2004 лейблом BYO Records, що входить у BYO Split Series. Альбом містить 12 пісень двох панк-рок гуртів, Alkaline Trio та One Man Army. На відміну інших записів у BYO Split Series, тут присутня лише одна кавер-пісня («Wait for the Blackout») початково виконана гуртом The Damned. Інші одинадцять пісень нові.
У альбомі присутня перша версія пісні of Alkaline Trio «Sadie» яка була написана про учасницю Manson Family Susan Atkins.

## Список композицій[5][6]
| Alkaline Trio | Alkaline Trio                                               | Alkaline Trio                                      | Alkaline Trio |
| #             | Назва                                                       | Автор                                              | Тривалість    |
| ------------- | ----------------------------------------------------------- | -------------------------------------------------- | ------------- |
| 1.            | «Fine Without You»                                          | Метт Скіба, Ден Андріано, Дерек Гранд              | 3:15          |
| 2.            | «Hating Every Minute»                                       | Скіба, Андріано, Гранд                             | 3:03          |
| 3.            | «Dead and Broken»                                           | Скіба, Андріано, Гранд                             | 2:09          |
| 4.            | «Sadie»                                                     | Скіба, Андріано, Гранд                             | 4:38          |
| 5.            | «If You Had a Bad Time...»                                  | Скіба, Андріано, Гранд                             | 3:38          |
| 6.            | «Wait for the Blackout» (початково виконувалась The Damned) | Рет Скейбіз, Кептен Сенсебл, Дейв Веніен, Пол Грей | 3:29          |

| One Man Army | One Man Army                            | One Man Army |
| #            | Назва                                   | Тривалість   |
| ------------ | --------------------------------------- | ------------ |
| 7.           | «The T.V. Song»                         | 2:31         |
| 8.           | «The Hemophiliac»                       | 1:28         |
| 9.           | «All the Way»                           | 2:26         |
| 10.          | «The Radio Airwaves Gave Me a Lobotomy» | 2:04         |
| 11.          | «I.F.H.A. (One Love)»                   | 2:07         |
| 12.          | «Let's Call It An Evening»              | 2:57         |
| 33:45        |                                         |              |